# Sickersbach
Der Sickersbach ist ein Bach im Steigerwaldvorland, der nach einem fast 14 km langen, im Wesentlichen nordwestlichen Lauf bei Sickershausen von links in den Main mündet. Der Bach ist ein ganzjähriges Fließgewässer 3. Ordnung und entsteht am Südabfall des Schwanbergs (474 m ü. NHN) im unterfränkischen Landkreis Kitzingen im Hauptoberlauf als Wehrbach.

## Geographie

### Oberläufe
Der Gesamtstrang des Sickersbachs beginnt unter dem Namen Wehrbach am Schwanberghang, wird ab dem Zufluss des linken Nebenoberlaufs Siechhausbach und dann Sickersbach genannt. Er mündet nach 13,52 km langem Gesamtlauf unter dem letzten Namen in den Main.

#### Wehrbach
Der rechte und Hauptoberlauf Wehrbach entspringt an der südöstlichen bewaldeten Flanke des Schwanbergs (Gipfel auf 474 m ü. NHN), östlich des gleichnamigen Schlosses auf etwa 412 m ü. NHN. Zunächst verläuft er in einem steilen Kerbtal, umfließt das Kirchberglein 348 m ü. NHN, speist in Iphofen den Stadtsee und den Stadtgraben der Stadtmauer und vereinigt sich dann mit dem von links kommenden Siechhausbach wenig westlich der Wohnbebauung Iphofens.

#### Siechhausbach
Der linke und Neben-Oberlauf Siechhausbach entspringt auf etwa 301 m ü. NHN am westlichen Fuß des Vogelgesangbergs (413 m ü. NHN), tangiert den Stadtgraben von Iphofen im Süden der Altstadt und fließt wenig unterhalb des westlichen Siedlungsrandes auf etwa 243 m ü. NHN mit dem Wehrbach zusammen.

### Unterlauf
Nach dem Zusammenfluss der beiden Oberläufe wird der Bach Sickersbach genannt und verläuft durch offene Flur westnordwestwärts. Nach der Unterquerung der Staatsstraße 2420 Marktsteft – Neuses am Sand nimmt er südwestlich des Iphöfer Gemeindeteils Gumpertsmühle zwei sich an dieser Mühle vereinigende, westlich von Iphofen entstehende Gewässer auf. An der Gemarkungsgrenze zu Mainbernheim fließt von rechts ein weiterer, im Oberlauf in den Weinbergen südwestlich des Schwanbergs entspringender Bach zu. Weiter westlich passiert der Sickersbach mit einem kleinen Nebenlauf die Kettenmühle und anschließend in zwei längeren Ästen die Kellersmühle, sowie die heute nahezu verschwundene Nährenmühle. Nach Unterquerung der Nürnberger Straße, die vor dem Bau der Bundesstraße 8 die Hauptdurchgangsstraße von Mainbernheim war, folgt ihm kurz die Straße Am Wehrbach, was darauf hindeutet, dass der Sickersbach früher hier noch wie sein Hauptoberlauf hieß. Nach der Kreuzung mit der Bundesstraße fließt er östlich durch die Randbebauung von Mainbernheim, linker Hand am Sportgelände des örtlichen Sportvereins vorbei. Von links und Südosten mündet nun der Buschgraben zu, in dessen Zulaufrichtung der Sickersbach dann zunächst in breiter Fluraue am restlichen Mainbernheim vorbeizieht. Von hier bis nach der Neumühle wird der Sickersbach auch Buschgraben genannt.
In der flachen Talaue westlich der Stadtmauer von Mainbernheim, in der auch der Franzosengraben entspringt, verläuft der Bach anfangs durch aufgelockerte Bebauung, später durch offene, landwirtschaftlich genutzte Fluren in der Hauptsache nordwestlich. Unterhalb der Neumühle wendet sich der Sickersbach langsam nach Westen und fließt durch offene Landschaft. Nach dem Wechsel auf das Stadtgebiet Kitzingens ändert sich die Natur des Tals: Es schneidet sich nun stärker in die Landschaft ein, am inzwischen wieder nordöstlichen rechten Hang liegen Weinberge, links gegenüber befindet sich der Gemeindeteil Sickershausen. Durch von Büschen und Bäumen bestandenes Terrain nähert sich der Sickersbach im sich verengenden Tal immer mehr dem Franzosengraben, den er auf etwa 198 m ü. NHN kurz vor der einzigen den Bach querenden Straße Sickershausen auf dem Gelände einer ehemaligen Mühle von rechts aufnimmt.
Von nun an kurz nördlich, später wieder westlich verlaufend, teilt sich der Bach in zwei Äste auf, der südliche nennt sich dort Weidiggraben, beide rahmen das weitläufige Schul- und Sportgelände am Südrand des Kitzinger Stadtteils Siedlung ein. Der nördliche Ast passiert die Galgenmühle gegenüber dem Sportgelände und später, nach Unterquerung der dort aus dem linksmainischen Kitzingen heraus dem Mainlauf folgenden Staatstraße 2271, die Hagenmühle. Nach Vereinigung der beiden Äste mündet der Sickersbach weniger als hundert Meter weiter von links südlich des Sportboothafens in den Main.

### Einzugsgebiet
Das Einzugsgebiet umfasst etwa 31,85 km² und liegt in der nördlichen Hellmitzheimer Bucht und in der Mainbernheimer Ebene, einem Unterraum der Kitzinger Mainebene vor dem westlichen Steigerwald im Unterraum Steigerwaldvorland des Naturraums Mainfränkische Platten. Die höchste Erhebung im Einzugsgebiet ist der Schwanberg, ein Westsporn des Steigerwaldes nördlich des Quellgebiets, der eine Höhe von 474 m ü. NHN erreicht. Die Bucht liegt an einer größeren Wasserscheide, die Gewässer östlich von ihr – das nächste Hauptgewässer ist die Bibart – verlaufen in der alten danubischen Richtung südostwärts letztlich in die Aisch, die zwar über die Regnitz ebenfalls in den Main entwässert, allerdings in den Obermain mit einem großen Umweg durch Mittel- und Oberfranken, während der Sickersbach, seine Zuflüsse und die anderen nahen Bäche zum Main des Maindreiecks entwässern.
Der konkurrierende Bach an der kurzen östlichen Wasserscheide nahe dem Kirchberglein ist die dort nahebei entstehende Bibart. Die südliche Wasserscheide trennt vom Einzugsgebiet des abwärts des Sickersbachs in den Main entwässernden Breitbachs, der nächste Bach ist dort lange dessen rechter Zufluss Moorseebach. Dann folgt bis zur Mündung des Sickersbachs ein Stück südwestlicher Wasserscheide, hinter der allein der nur unstet wasserführende Mainzufluss Traugraben erwähnenswert ist.
An der nördlichen Wasserscheide liegt bis hinauf zum Schwanberg das Einzugsgebiet des Rödelbachs an, der etwas oberhalb im linksmainischen Kissingen den Main erreicht, anschließend auf dem Schwanberg-Sporn kurz das des Bimbachs, der in Kitzingen in den Main mündet, dann wenig länger an der Nordostecke das des Gründleinsbachs, dessen Einzugsgebiet wieder an das der Bibart stößt, und dessen Abfluss den Main erst über den Castellbach und die Schwarzach deutlich weiter flussaufwärts den Main speist.
Das Einzugsgebiet der beiden Oberläufe des Wehrbachs liegt im Landschaftsschutzgebiet LSG-00569.01 und damit innerhalb des Naturparks Steigerwald.
Das Einzugsgebiet ist Bestandteil des Natura-2000-Netzwerkes und als Schutzgebiet DE6327371, Vorderer Steigerwald mit Schwanberg ausgewiesen.
Geologisch liegt das Einzugsgebiet am Oberlauf und bis zum Stadtgrabenlauf um Iphofen im Gipskeuper, der Unterlauf im Unterkeuper.

### Zuflüsse
Vom Ursprung zur Mündung. Auswahl.
- Wehrbach (GKZ 24336 wie Sickersbach), rechter und Hauptstrang-Oberlauf, 5,67 km und 7,86 km².[1]
- Siechhausbach (GKZ 243362), linker Oberlauf, 3,42 km und 5,56 km².[1]
- (Zufluss) (GKZ 243364) von rechts nach der Gumpertsmühle, 2,49 km und 1,93 km².[4]
- Buschgraben (GKZ 243366), von links am Westrand von Mainbernheim, Länge 2,33 km und 4,79 km².[4]
- Franzosengraben (GKZ 243368), von rechts in Sickershausen, Länge 2,73 km und 2,56 km².[4]

### Flusssystem Main
- Liste der Nebenflüsse des Mains

## Geologie
Im Einzugsgebiet streichen triassische Schichten vom Oberen Muschelkalk bis zum Blasensandstein der Steigerwald-Höhen aus. Der letztgenannte bildet die Hochfläche des Schwanbergs, darunter setzt der Fränkische Gipskeuper ein, in dem auch beide Oberläufe des Sickersbachs entstehen. Etwa am Ostrand von Iphofen beginnt dann der Unterkeuper, in dem der Sickersbach nur etwa bis Mainbernheim bleibt. Dort ziehen nämlich von Südosten her zwei nahe benachbarte Störungslinien ins Einzugsgebiet, zwischen denen der Bach in Störungsrichtung wieder in einem Keil des geologisch höheren Gipskeupers läuft; nordöstlich der rechten Störung steht sogar in einem Begleitstreifen erstmals geologisch noch tieferer Oberer Muschelkalk an. Kurz vor Sickershausen verlässt der Bach den inzwischen Unterkeuperschichten enthaltenden Störungskeil nach links, der dann in würmzeitlichen Terrassenschotter neben dem Main unklar ausläuft, in dem auch der Sicḱersbach mündet.

## Naturschutz
Das Einzugsgebiet des Zuflusses Buschgraben ist Bestandteil des Natura 2000 Netzwerkes und ist als Schutzgebiet DE6327372, Gemeindewälder um Willanzheim, sein Oberlauf bis zur Bahnlinie als Vogelschutzgebiet DE6227-471, Südliches Steigerwaldvorland ausgewiesen.

### BayernAtlas („BA“)
1. 1 2 3 4 5 6 7  Höhe abgefragt (per Rechtsklick).
2. 1 2 3  Höhe nach schwarzer Beschriftung auf dem BayernAtlas.
3. ↑  Jedenfalls beschriftet der BayernAtlas zwischen dem Buschgraben-Zulauf und der Neumühle den Lauf des Sickersbach in Blau mit „Buschgraben“.
4. 1 2  Geologie nach der Geologischen Karte 1:500.000 auf dem BayernAtlas.

### Andere Nachweise
1. 1 2 3 4 5  Verzeichnis der Bach- und Flussgebiete in Bayern – Flussgebiet Main, Seite 75 des Bayerischen Landesamtes für Umwelt, Stand 2016 (PDF; 3,3 MB)
2. ↑  innerhalb des Naturparks Steigerwald (ehemals Schutzzone) in der World Database on Protected Areas (englisch)
3. ↑  Natura 2000: DE6327371, Vorderer Steigerwald mit Schwanberg (Abgerufen am 24. Juni 2015)
4. 1 2 3  Verzeichnis der Bach- und Flussgebiete in Bayern – Flussgebiet Main, Seite 76 des Bayerischen Landesamtes für Umwelt, Stand 2016 (PDF; 3,3 MB)
5. ↑  Natura 2000: DE6327372, Gemeindewälder um Willanzheim (Abgerufen am 25. Juni 2015)
6. ↑  Natura 2000: DE6227471, Südliches Steigerwaldvorland (Abgerufen am 25. Juni 2015)